# Het visioen van de Heilige Helena

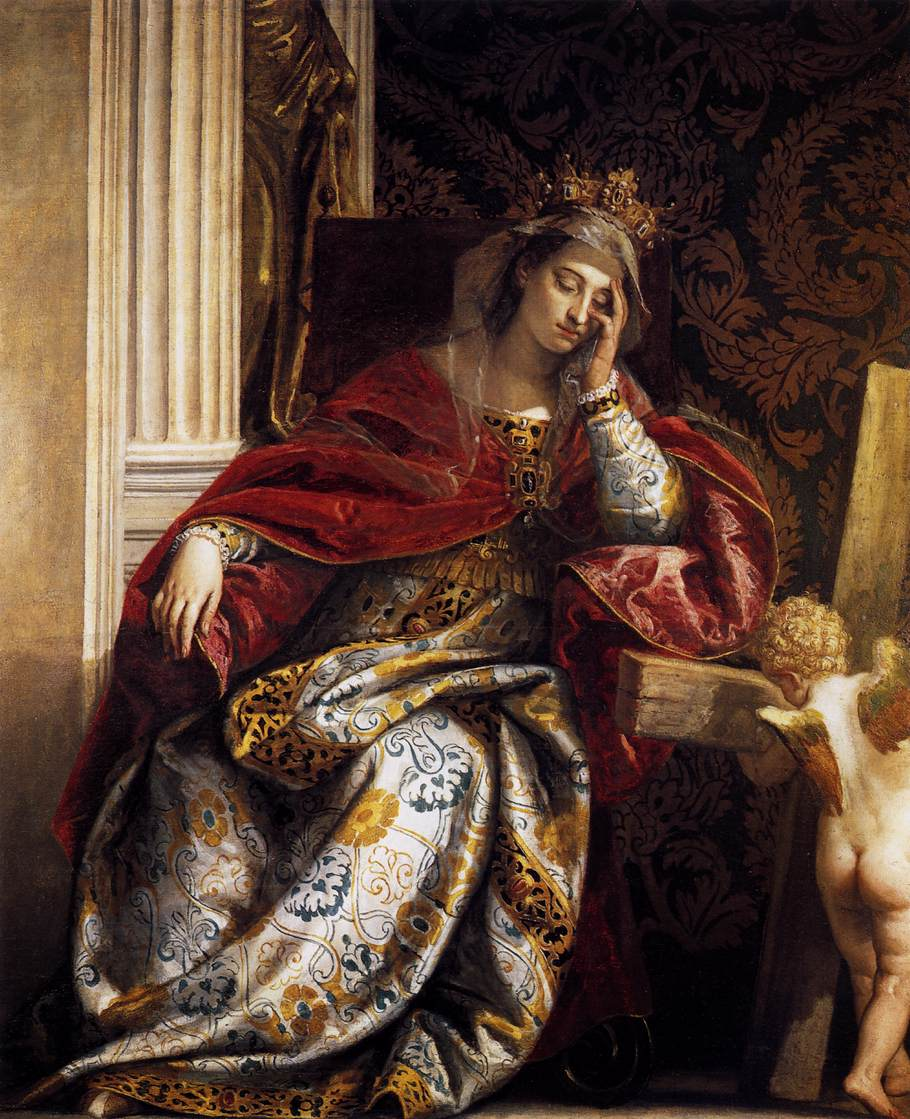
Het Visioen van de Heilige Helena

Het Visioen van de Heilige Helena is een schilderij van de Italiaanse kunstschilder Paolo Caliari, bijgenaamd Veronese (1528-1588). Het schilderij (olieverf op doek) meet 166 x 134 cm en bevindt zich in de Vaticaanse Musea.
Het doek stelt het visioen - of beter: de droom - van de heilige Helena van Constantinopel, de moeder van keizer Constantijn voor. In die droom werd haar - volgens de legende - opdracht gegeven om in het Heilig Land het Kruis waaraan Jezus stierf te gaan zoeken. In het schilderij wordt dit visioen verbeeld door een putto die de keizerin het Kruis toont.
Het schilderij wordt gedateerd op 1575-1580, in elk geval als een later werk dan Veroneses werk De Heilige Helena, dat zich in de National Gallery in Londen bevindt. Kunsthistorici hebben vooral de rijke ornamentaliteit en de kwaliteit van de stofweergave in dit werk geprezen. 
Het werk werd in het midden van de achttiende eeuw verworven door paus Benedictus XIV, die het, met de overige werken uit de collectie, waar dit schilderij deel van uitmaakte (de zogenaamde Pio di Savona-collectie) tentoonstelde in de Campidoglio. In 1820 werd het werk op last van paus Pius VII overgebracht naar de vernieuwde Vaticaanse Musea, waar het werk nog steeds deel uitmaakt van de vaste expositie.